# NS 7800
De serie NS 7800 was een serie van vijf tenderlocomotieven van de Nederlandse Spoorwegen (NS), die kort na de Tweede Wereldoorlog tweedehands waren overgenomen van de Zwitserse federale spoorwegen (SBB).

## Geschiedenis bij NS
Na de bevrijding had de NS dringend behoefte aan materieel, daar er door de oorlogsomstandigheden veel vernield of weggevoerd was. Van de Zwitserse SBB werd onder andere een vijftal aldaar buiten dienst gestelde driegekoppelde tenderlocomotieven voor lokaaltreinen en rangeerwerk  overgenomen. Twee soortgelijke machines uit Zwitserland die iets krachtiger waren (trekkracht 5208 tegenover 4705 kg) kwamen ook bij de NS als de 'serie' 7850.
De locomotieven werden vanaf 1945 als NS-serie 7801-7805 ingezet voor rangeerwerk in het Rotterdamse havengebied vanuit het depot Feijenoord. Na enkele jaren dienst werden de locomotieven in 1948 afgevoerd.

## Herkomst

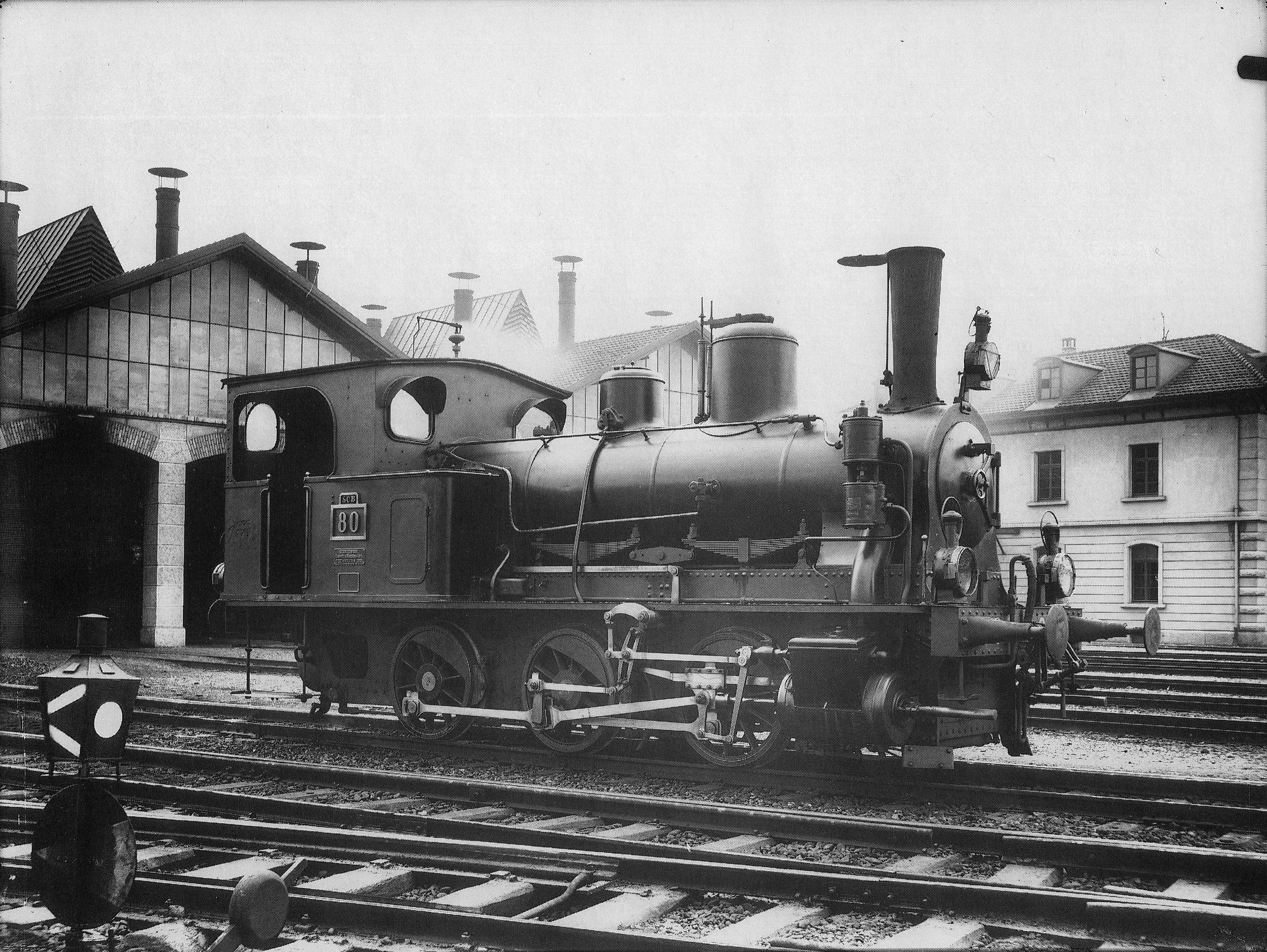
SCB 80, later NS 7802, te Bazel omstreeks 1900.

Tussen 1896 en 1901 werden door de Schweizerische Lokomotiv- und Maschinenfabrik (SLM) drie deelseries van drieassige tenderlocomotieven voor de Schweizerische Centralbahn (SCB) gebouwd, die werden aangeduid als E 3/3. De SCB gaf de drie deelseries de nummers 71-80, 5-13 en 41-46. Nadat de SCB in 1902 door de SBB werd ingelijfd, gaf de SBB de locomotieven respectievelijk de nummers 8416-8425, 8401-8409 en 8410-8415. De SBB stelde de locomotieven tussen 1936 en 1945 buiten dienst. De locomotieven werden zowel voor lokaaltreinen als voor rangeerwerk gebruikt. Dit locomotieftype had de bijnaam Tigerli (tijgertje).

## Overzicht
| Fabrieksnummer | Bouwjaar | SCB nummer | SBB nummer | NS nummer | Afvoer | Opmerkingen |
| -------------- | -------- | ---------- | ---------- | --------- | ------ | ----------- |
| 956            | 1896     | 79         | 8424       | 7801      | 1948   |             |
| 957            | 1896     | 80         | 8425       | 7802      | 1948   |             |
| 1007           | 1896     | 72         | 8417       | 7803      | 1948   |             |
| 1010           | 1896     | 75         | 8424       | 7801      | 1948   |             |
| 1364           | 1901     | 46         | 8415       | 7805      | 1948   |             |